# New York, N.Y.
Cet article concerne l'album de jazz de George Russell. Pour le film de Raymond Depardon, voir New York N.Y..
New York, N.Y. est un album du compositeur et arrangeur de jazz George Russell enregistré en 1958-1959 et publié en 1959.
New York, N.Y. est une sorte de « poème musical » dédié à la ville de New York. Certains titres ont été composés pars George Russell. D'autres sont des arrangements de chansons issues de comédies musicales de Broadway.
Le texte de narration a été écrit par Jon Hendricks. Ce dernier le dit d'une manière qui préfigure le rap et le slam.

## Historique
Les pistes qui composent cet album ont été enregistrées à New-York entre mai 1958 et mars 1959.
Cet album a été initialement publié en 1959  par le label Decca (DL 9216). Il est actuellement commercialisé sous le label Impulse Records.

## Titres de l’album
| No | Titre                                                 | Auteur                                 | Durée  |
| -- | ----------------------------------------------------- | -------------------------------------- | ------ |
| 1. | Manhattan                                             | Richard Rodgers, Lorenz Hart           | 10 :34 |
| 2. | Big City Blues                                        | George Russell                         | 11 :40 |
| 3. | Manhattan-Rico                                        | George Russell                         | 10:12  |
| 4. | East Side Medley : Autumn in New York / How About You | Vernon Duke / Burton Lane, Ralph Freed | 8:01   |
| 5. | A Helluva Town                                        | George Russell                         | 5:01   |

## Dates et personnels
George Russell : arrangeur, directeur
12.09.1958 : Manhattan
- Art Farmer, Ernie Royal, Doc Severinsen : trompette
- Tom Mitchell, Frank Rehak, Bob Brookmeyer : trombone
- Hal McKusick : saxophone alto
- John Coltrane : saxophone ténor
- Sol Schlinger : saxophone baryton
- Bill Evans : piano
- Barry Galbraith : guitare
- Milt Hinton : contrebasse
- Charlie Persip : batterie
- Jon Hendricks : narrateur

24.11.1958 : A Helluva Town – Manhattan-Rico
- Art Farmer, Ernie Royal, Joe Wilder : trompette
- Tom Mitchell, Frank Rehak, Bob Brookmeyer :  trombone
- Hal McKusick, Phil Woods : saxophone alto
- Al Cohn : saxophone ténor
- Gene Allen : saxophone baryton
- Bill Evans : piano
- Barry Galbraith : guitare
- George Duvivier : contrebasse
- Max Roach[1], Don Lamond[2] : batterie
- Al Epstein[2] : bongos
- George Russell[2] : chromatics drums[3]
- Jon Hendricks : narrateur

25 mars 1959 : Big City Blues - East Side Medley
- Art Farmer, Joe Ferrante, Joe Wilder : trompette
- Tom Mitchell, Frank Rehak, Bob Brookmeyer  : trombone
- Hal McKusick : saxophone alto
- Phil Woods : saxophone alto, flûte, clarinette
- Benny Golson : saxophone ténor
- Sol Schlinger : saxophone baryton
- Bill Evans : piano
- Barry Galbraith : guitare
- Milt Hinton : contrebasse
- Charlie Persip : batterie
- Jon Hendricks : narrateur